# Сборная Французской Гвианы по футболу
Сборная Французской Гвианы по футболу (фр. Sélection de Guyane de football) — представляет Французскую Гвиану на международных футбольных турнирах, проводимых под эгидой КОНКАКАФ и КФС, и в товарищеских матчах. Контролируется Футбольной лигой Гвианы, являющейся одной из «ветвей» Федерации футбола Франции. Сборная Французской Гвианы не имеет членства в ФИФА, так как является заморским департаментом Франции и, как следствие, не имеет права на участие в играх чемпионата мира. Однако, являясь членом КОНКАКАФ и КФС с 1978 года, Французская Гвиана на полных правах принимает участие как в Карибском кубке, так и в Золотом кубке КОНКАКАФ.

## История
Сборная Французской Гвианы является одним из аутсайдеров КОНКАКАФ. Наивысшим достижением сборной являются бронзовые медали в финальной стадии Карибского Кубка в 2017 году — Французская Гвиана успешно прошла квалификационный этап и в финальном турнире заняла третье место.

## Золотой кубок КОНКАКАФ
Чемпионат наций КОНКАКАФ
- 1963 — 1989 — не принимала участия

Золотой кубок КОНКАКАФ
- 1991 — 2000 — не прошла квалификацию
- 2002 — не принимала участия
- 2003 — не принимала участия
- 2003 — не прошла квалификацию
- 2007 — не принимала участия
- 2009 — не принимала участия
- 2015 — не прошла квалификацию
- 2017 — групповой раунд
- 2019 — не прошла квалификацию

## Кубок Карибских островов
- 1989 — не прошла квалификацию
- 1990 — чемпионат был прерван и не доигран
- 1991 — 1994 — не прошла квалификацию
- 1995 — групповой раунд
- 1996 — 1999 — не прошла квалификацию
- 2001 — не принимала участие
- 2005 — не прошла квалификацию
- 2007 — не принимала участие
- 2008 — не принимала участие
- 2010 — не принимала участие
- 2012 — групповой этап
- 2014 — групповой этап
- 2017 — 3-е место